# Travis McNeal
Travis McNeal (Birmingham, 10 gennaio 1967) è un ex giocatore di football americano statunitense che ha militato nel ruolo di tight end nella National Football League (NFL).

## Carriera
McNeal fu scelto dai Seattle Seahawks nel corso del quarto giro (101º assoluto) del Draft NFL 1989. Vi giocò per tre stagioni fino al 1991 con 36 ricezioni per 498 yard e un touchdown. Chiuse la carriera disputando due annate con i Los Angeles Rams.

## Palmarès
- PFWA All-Rookie Team - 1989